# Nicole Petignat
Nicole Petignat (La Chaux-de-Fonds, 27 oktober 1966) is een Zwitserse vrouwelijke voetbalscheidsrechter.
Zij is een van de weinige vrouwen die in de hoogste voetbalcompetities in het mannenvoetbal fluit en in de Zwitserse Axpo Super League en de Bundesliga. Als eerste vrouw floot zij een UEFA Cup-duel en ze was scheidsrechter bij het wereldkampioenschap voetbal vrouwen 2003 in de Verenigde Staten.
Ook was zij grensrechter van 1983 tot 1985 in de Nationalliga A voor vrouwen en scheidsrechter in de Schweizer Cup-finale van 2007.

## Statistieken
| evenement                                   | wed |     |   |   |
| ------------------------------------------- | --- | --- | - | - |
| Vriendschappelijk                           | 1   | 1   | 0 | 0 |
| Wereldkampioenschap voetbal vrouwen 2003    | 3   | 12  | 1 | 0 |
| Wereldkampioenschap voetbal vrouwen 2007    | 3   | 10  | 0 | 0 |
| Europees kampioenschap voetbal vrouwen 2005 | 2   | 9   | 0 | 0 |
| UEFA Cup                                    | 1   | 0   | 0 | 0 |
| Bundesliga                                  | 3   | 12  | 0 | 0 |
| Axpo Super League                           | 46  | 192 | 8 | 1 |
| Schweizer Cup                               | 1   | 0   | 0 | 0 |
| Totaal                                      | 60  | 240 | 9 | 1 |